# Aulo Cecina
Aulo Cecina (fl. I secolo a.C.) è stato uno degli esponenti della famiglia dei Cecina di origine etrusca. Pubblicò un libello contro Cesare, e fu di conseguenza costretto ad andare in esilio dopo la battaglia di Farsalo (48 a.C.).

## Biografia
Per ottenere il perdono di Cesare, scrisse un altro lavoro intitolato Querelae, che inviò a Cicerone per una revisione.  Tra le lettere di Cicerone ce ne è una piuttosto lunga scritta da Cecina a Cicerone e tre di Cicerone a Cecina. (Suet. Caesar  75; Cic. ad Fam. VI 5-8).
Nel 47 Cecina era in Asia e fu raccomandato da Cicerone al proconsole Publio Servilio, il governatore della provincia (ad Fam. XIII 66):  di là passò in Sicilia e fu ancora raccomandato da Cicerone a Furfanio, governatore della Sicilia (ad Fam. VI 9).  Dalla Sicilia passò in Africa e, alla sconfitta dei Pompeiani là avvenuta nello stesso anno, il 46, si arrese a Cesare, che gli risparmiò la vita.  (Aulo Irzio: Bellum Africanum 8-9)
Cecina fu l'autore di un'opera intitolata Etrusca Disciplina, citata da Plinio il vecchio come una delle autorità usate per il suo secondo libro; provengono probabilmente da questo lavoro le citazioni di Seneca (Naturales quaestiones 39) su alcune osservazioni di Cecina sui differenti generi di lampi.  Cicerone ci dice (ad Fam. VI 3) che Cecina fu istruito da suo padre nella conoscenza dell'Etrusco e parla di lui come uomo di talento e in possesso di doti oratorie. Seneca (Naturales quaestiones 56) dice che sarebbe stato famoso per l'eloquenza se non fosse stato messo in ombra dalla personalità di Cicerone. Deve essere lo stesso Cecina il cui lavoro Disciplina Etrusca è citato negli Scholia Vergilii Veronensia, a proposito dell'Eneide (X 198, ed. Mai).